# Музей Амангельды
Музей Амангельды — музей Амангельды Иманова. Открыт в 1969 году в ауле Амангельды Костанайской области. С 1979 года находится в новом здании, в котором разместились 5 экспозиционных залов, 2 кабинета, кинозал, фондохранилище. Содержит свыше 2 тысяч экспонатов, в том числе личные вещи, оружие и предметы домашнего обихода батыра и его сподвижников: фитильные ружья, сабли, кинжалы и другие вещи. В 1964 году в ауле Урпек, где родился Амангельды Иманов, открылся филиал музея.